# Triviella neglecta
Triviella neglecta is een slakkensoort uit de familie van de Triviidae. De wetenschappelijke naam van de soort is voor het eerst geldig gepubliceerd in 1930 door Schilder.